# Баріано
Баріано (італ. Bariano) — муніципалітет в Італії, у регіоні Ломбардія, провінція Бергамо.
Баріано розташоване на відстані близько 470 км на північний захід від Рима, 40 км на схід від Мілана, 20 км на південь від Бергамо.
Населення — 4387 осіб (2014).
Щорічний фестиваль відбувається 19 червня. Покровителі — святі Гервасій та Протасій.

## Демографія
Населення за роками:

Станом на 1 січня 2023 року в муніципалітеті офіційно проживало 476 іноземців з 33 країн, серед них 158 громадян країн Євросоюзу та 15 громадян України.

## Сусідні муніципалітети
- Караваджо
- Фара-Олівана-кон-Сола
- Форново-Сан-Джованні
- Моренго
- Пагаццано
- Романо-ді-Ломбардія